# Una spina nel cuore
Una spina del cuore è un film del 1986 diretto da Alberto Lattuada.
Ultimo progetto cinematografico del regista, è tratto dal romanzo del 1979 di Piero Chiara ambientato negli anni '30, anche se la pellicola è collocata negli anni '80.

## Trama
In un paesino del lago d'Orta dove la gente spettegola e tutti si conoscono vive Caterina, una semplice e ingenua ragazza, molto desiderata dai maschi del paese. Un giorno alla stazione conosce Guido, un giovanotto senza alcuna voglia di lavorare che passa l'intera giornata al tavolo da poker dell'albergo locale dove riesce a vincere discrete somme con molta fortuna. Il ragazzo si innamora di lei, e dopo qualche indugio, Caterina accetta la corte di lui. Inizia così la loro storia d'amore molto passionale.
Guido si rende conto che la ragazza di frequente assume atteggiamenti misteriosi e sparisce per giorni. Il giovane è disperato, non si dà pace e la cerca ovunque. Dopo averla ritrovata, Caterina improvvisamente decide di lasciarlo e fugge.
Guido, assalito da troppi dubbi, decide di indagare su quali possano essere le ombre sul passato della ragazza. Scopre così che è stata l'amante di Dionisotti, un signorotto del luogo; del medico del paese dottor Trigona che l'ha irretita fin da bambina e che l'ha tenuta legata a sé con droghe leggere; che è stata amica di Teresita una ragazza senza alcuno scrupolo o inibizione e infine che è stata coinvolta dalla levatrice del paese in giochi perversi ed equivoci.
Viene a sapere poi che Caterina, dopo tante peripezie, ha deciso di sposare Tibiletti, un giovane garzone di macellaio sfregiato al viso in seguito a un incidente di moto, che sembra amarla davvero nonostante il suo passato.
Guido vorrebbe riconquistare Caterina ma riesce solo a liberarla dalle perversioni del dottor Trigona e dai fantasmi del suo passato costellato di vari uomini che l'hanno sfruttata e umiliata.
Alla fine Caterina sposa Tibiletti ma il loro sogno dura pochissimo poiché a causa della eccessiva velocità hanno un terribile incidente con la moto e finiscono entrambi nel lago. Il cadavere del ragazzo viene ritrovato insieme alla moto distrutta mentre il corpo di Caterina risulta scomparso.
A Guido non resta altro che ricordare i momenti felici con Caterina.

## Colonna sonora
La colonna sonora è del maestro Armando Trovajoli.